# Irányított demokrácia
Az irányított demokrácia vagy gyámkodó demokrácia igyekszik elhitetni az állampolgárokkal annak a tudatát, hogy az állam működése demokratikus keretek között, demokratikus döntések alapján történik – ez azonban egy eszköz a kormányzat kezében, ami valójában egy érdekkörnek, egy kisebbség uralmának a manifesztációja. 
A kormány a meghatározott érdekeinek megfelelően csökkenti a választási lehetőségek számát, komoly korlátokat állít fel az attól eltérő döntések korlátozására, és a szabad döntés lehetőségét ilyenformán felcseréli az általa felállított, szigorú keretek közötti szabad döntésre, így a kormányzásban és a törvényhozásban a döntéshozatal hierarchikus jellege és egységes végrehajtása érvényesül. A gyámkodó demokrácia a többségi demokrácia erősebb fokozata, amelyben a többség által felhatalmazott kisebbség dönt, a többség megkérdezése vagy előzetes tájékoztatása nélkül. Politika-tudományi szempontból az irányított demokrácia a diktatúra legenyhébb formája.